# إل. باول كيهو
إل. باول كيهو (بالإنجليزية: L. Paul Kehoe)‏ هو قاضي وسياسي أمريكي، ولد في 21 مايو 1938. حزبياً، نشط في الحزب الجمهوري. وقد انتخب عضو جمعية ولاية نيويورك.